# Convergence normale
En analyse, la convergence normale est l'un des modes de convergence d'une série de fonctions. Si {\displaystyle (f_{n})} est une suite de fonctions à valeurs réelles ou complexes définies sur un même ensemble X, la série de terme général {\displaystyle f_{n}} converge normalement sur X s'il existe une suite de réels un tels que :
1. pour tout n, {\displaystyle |f_{n}|} est majorée par un sur X ;
2. la série de terme général un converge.

## Implications
- La convergence normale d'une telle série implique sa convergence uniforme[1]. Par conséquent, tous les résultats qui concernent la convergence uniforme sont aussi valables pour la convergence normale. En particulier, si l'ensemble X est muni d'une topologie :

La somme d'une série de fonctions continues qui converge normalement est une fonction continue.
- La convergence normale d'une série implique également sa convergence absolue.
- La convergence uniforme comme la convergence absolue impliquent la convergence simple. Alors la convergence normale implique la convergence de la série.

Les implications réciproques sont fausses.

## Histoire
Cette notion a été introduite par Karl Weierstrass, et baptisée « convergence normale » par René Baire.

## Espaces vectoriels normés
Les fonctions bornées sur X à valeurs réelles ou complexes, munies de la norme infinie, forment un espace de Banach, c'est-à-dire un espace vectoriel normé complet. La convergence normale d'une série de telles fonctions se réinterprète comme la convergence absolue dans cet espace : la série de terme général {\displaystyle f_{n}} converge normalement sur X si

## Exemples
- La série de terme général {\displaystyle f_{n}(x)={\frac {2x}{x^{2}-n^{2}}}} converge normalement sur tout compact de R\Z.

- Soit {\displaystyle g_{n}} le produit de {\displaystyle 1/n} par la fonction indicatrice de l'intervalle {\displaystyle \left[n,n+1\right[}. La série {\displaystyle \sum _{n\in \mathbb {N} ^{*}}g_{n}} n'est pas normalement convergente ({\displaystyle {\|g_{n}\|}_{\infty }=1/n}) mais elle est uniformément convergente ({\displaystyle \|\sum _{n\geq N}g_{n}{\|}_{\infty }=1/N}).
- Évoquer l'argument de convergence normale est une façon élégante de prouver la continuité de la courbe de Takagi.

## Propriétés
- Toute combinaison linéaire de séries normalement convergentes est normalement convergente.
- Tout produit de séries normalement convergentes est normalement convergent.